# Giovanni Salvatore
Giovanni Salvatore (baptisé le 3 octobre 1611 à Castelvenere – mort à Naples en août 1688), est un compositeur, organiste et pédagogue italien.

## Biographie
Salvatore a reçu sa formation musicale au Conservatoire de la Pietà dei Turchini à Naples, où ses professeurs ont été Erasmo Bartoli et probablement Giovanni Maria Sabino. Il a ensuite été ordonné prêtre. En 1641, il a été nommé organiste à l'église des Santi Severino e Sossio, puis organiste et maître de chapelle de la basilique San Lorenzo Maggiore et en 1675, organiste à l'église del Carmine Maggiore. De 1662 à 1673 il a été le primo maestro du Conservatoire de la Pietà dei Turchini et entre 1674 et 1688 du Conservatoire dei Poveri di Gesù Cristo. Alessandro Scarlatti a probablement été son élève.

## Considérations sur l'artiste
Salvatore était très respecté à son époque, surtout pour sa musique vocale et sa musique pour orgue. Antimo Liberati (it), son contemporain, le considérait valorosissimo pour sa musique pour clavier et, comme un des plus grands compositeurs de musique vocale avec Francesco Turini et Giovanni Valentini, plus encore que Frescobaldi. Cependant, cet avis n'est plus partagé par les musicologues actuels. Les œuvres vocales de Salvatore, dont la majeure partie reste encore à découvrir, ont été composées dans le  stile concertato généralement en usage dans le milieu du XVIIe siècle, avec des progressions et des dissonances expressives, présentant cependant un langage harmonique limité. En revanche, dans ses compositions pour orgue, on dénote une plus grande habileté technique, qui adopte la manière de Girolamo Frescobaldi, Giovanni Maria Trabaci et Ascanio Maione. Salvatore représente certainement le point de transition entre la première moitié du XVIIe siècle, illustrée par Trabaci et Frescobaldi, et la seconde moitié, dominée par Alessandro Scarlatti et Bernardo Pasquini.

## Œuvres

### Musique vocale
- 2 salmi per 5 voci (1645)
- Missa defunctorum per 4 voci e organo
- Messa e Vespri per 4 voci
- 3 Messe per 4 voci, 2 violini e organo (1640)
- Introito per 4 cori
- Magnificat per 5 voci e 2 violini
- 2 Litanie per 5 voci e 2 cori
- Audite coeli per 4 cori
- Beati omnes per 5 voci
- Canticum trium puerorum per 4 cori e violino (1657)
- Confitebor per 2 cori
- Credidi per 4 cori
- Exurgat Deus per 6 voci
- In mone Oliveti
- Laudate pueri per 5 voci e violini
- Nisi Dominus per 5 voci
- O quam dulcis per 3 voci e organo
- Portae coeli per 9 voci e strumenti
- Salve regina per 5 voci e 2 violini
- Stabat mater dolorosa per 5 voci e organo
- Altre messe, introiti, responsori, mottetti, salmi e inni
- Non sia mai (aria per 1 voce e basso continuo)
- S'inganna il mio pensiero (aria per 1 voce e basso continuo)
- All'hor che Tirsi (aria per 1 voce e basso continuo)

### Musique pour le clavier
- Ricercari a 4 voci, canzoni francesi, toccate e versi per rispondere nelle messe con l’organo al choro, libro I (1641, Napoli)
- 2 ricercare a 2 (1665)
- Capriccio del primo tono, 2 correnti, durezze e ligature, 2 toccate

## Discographie
- Messa della domenica, Canzoni francesi, Toccate, Ricercari - Fabio Bonzzini, orgue et clavecin ; Schola Stirps Jesse (octobre 1988 et juin 1999, Glossa GCD 921501) (OCLC 48120827)